# Sebastianus van Nuenen
Sebastianus (Sebastiaan) van Nuenen, o.e.s.a., (Stratum, 28 juli 1898 - Hilversum, 24 januari 1966) was een Nederlandse geestelijke en ordestichter.
Van Nuenen legde op 11 september 1910 zijn eeuwige geloften af en werd in 1924 tot priester gewijd. Hij was lange tijd als priester verbonden aan de Augustinuskerk, aan de Oudegracht in Utrecht. Met - de latere - mater Augustina van Reijsen o.s.a. richtte hij in 1934 de congregatie van de Zusters Augustinessen van Sint-Monica op. Deze congregatie legde zich aanvankelijk vooral in Utrecht toe op de zorg voor arme gezinnen en ander sociaal werk, vooral in Wijk C. De congregatie kreeg later vestigingen in Amsterdam, Hilversum (Klooster de Stad Gods), Maastricht, Sittard en Arnouville-lès-Gonesse.
Vanaf 1939 legde pater Van Nuenen zich, met de zusters augustinessen, toe op de zorg voor ongehuwde, zwangere meisjes in een project dat Meisjesstad werd genoemd. Hij bleef tot zijn dood de grote inspirator van de zusters, die hem kortweg de pater noemden. Hij was bovendien iemand die - dankzij zijn grote netwerk - er steeds in slaagde om de benodigde middelen voor het werk van de zusters bijeen te brengen. Daarnaast was hij een begenadigd predikant. Een selectie uit zijn preken - die hij uit het hoofd hield, maar die door zusters werden gestenografeerd - werd in 1974, ter gelegenheid van het veertigjarig bestaan van de congregatie, bijeengebracht in de bundel Want hiertoe zijn wij tezamen gekomen. De bundel werd geïllustreerd door Harry Sterk.